# 黄裳 (南宋)
黄裳（1146年—1195年），字文叔，号兼山，南宋隆庆府普成县（今四川梓潼县东北）人。
宋孝宗乾道五年进士，为巴州通江县尉。当时蜀中饷师，名为和籴，实为强取百姓。黄裳作《汉中行》以讽刺总领李蘩，李蘩罢籴，百姓称便。转任国子博士。宋光宗即位后，历任太学博士、秘书郎、嘉王府翊善。他制成八图进献嘉王赵扩（宋宁宗），现存天文图、地理图、帝王绍运图，曾制浑天仪和木质舆地图。后任起居舍人、中书舍人、给事中。当时赵汝愚被汪义端诋毁，他上奏指斥汪义端，赞扬赵汝愚忧国爱民。宋宁宗即位，擢升他为礼部尚书兼侍读。每讲读时，随事纳忠，上援古义，下揆人情，气平辞切，事该理尽。去世后，赠资政殿学士。嘉定年间，谥忠文。他的著作有《兼山集》、《王府春秋讲义》等。